# Be Ciné
Be Ciné é um canal temático privado belga de televisão por assinatura dedicado aos filmes e ao cinema. 

## História
Em 2004, foi criada a Be tv, em substituição do Canal+ Belgique. O novo "bouquet" (pacote de canais) inclui seis canais: Be 1, Be 1 +1h, Be Ciné 1, Be Ciné 2, Be Sport 1 e Be Sport 2. 
Em 4 de setembro de 2006, Be Ciné 1 tornou-se Be Ciné quando Be Ciné 2 foi transformado em Be Séries. 
Em 29 de agosto de 2012, a Be Ciné começa a emitir em alta definição. 

## Organização
O canal é detido a 100% pelo grupo audiovisual Be tv . 